# Cathédrale Sainte-Mère-Teresa de Pristina
La cathédrale Sainte-Mère-Teresa de Pristina est une cocathédrale du diocèse de Prizren-Pristina, dont le siège est la cathédrale Notre-Dame-du-Perpétuel-Secours de Prizren. Sa construction commence en 2007 et l'édifice est consacré le 5 septembre 2017, un an après la canonisation de Mère Teresa à qui elle est dédiée.
Encore inachevée, la cathédrale est pensée pour devenir à terme le siège du diocèse ainsi que la plus grande église catholique des Balkans et le plus haut édifice du Kosovo.

## Histoire
Le terrain devant abriter la future cathédrale est donné par la municipalité à l'Église catholique sur la proposition d'Ibrahim Rugova. Ce dernier pose la première pierre de l'édifice en 2005.
L'inauguration, marquant la fin du gros œuvre, a lieu le 5 septembre 2010, en présence du président Fatmir Sejdiu.
La consécration de la cathédrale a lieu le 5 septembre 2017, vingt ans après la mort de la religieuse et un an après sa canonisation, en présence notamment du président Hashim Thaçi, du cardinal Ernest Simoni représentant le pape François, ainsi que de l'évêque Zef Gashi (hr) et d'environ trois mille fidèles.

Images de la cathédrale
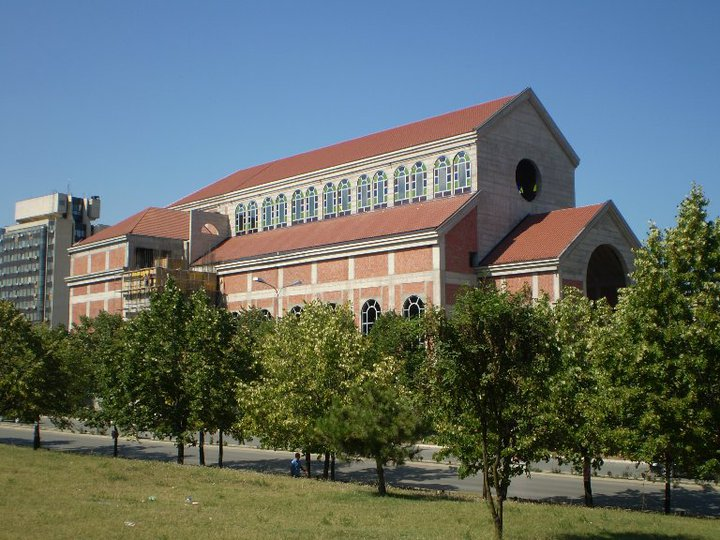
La cathédrale inachevée en 2010, sans clocher ni verrières.
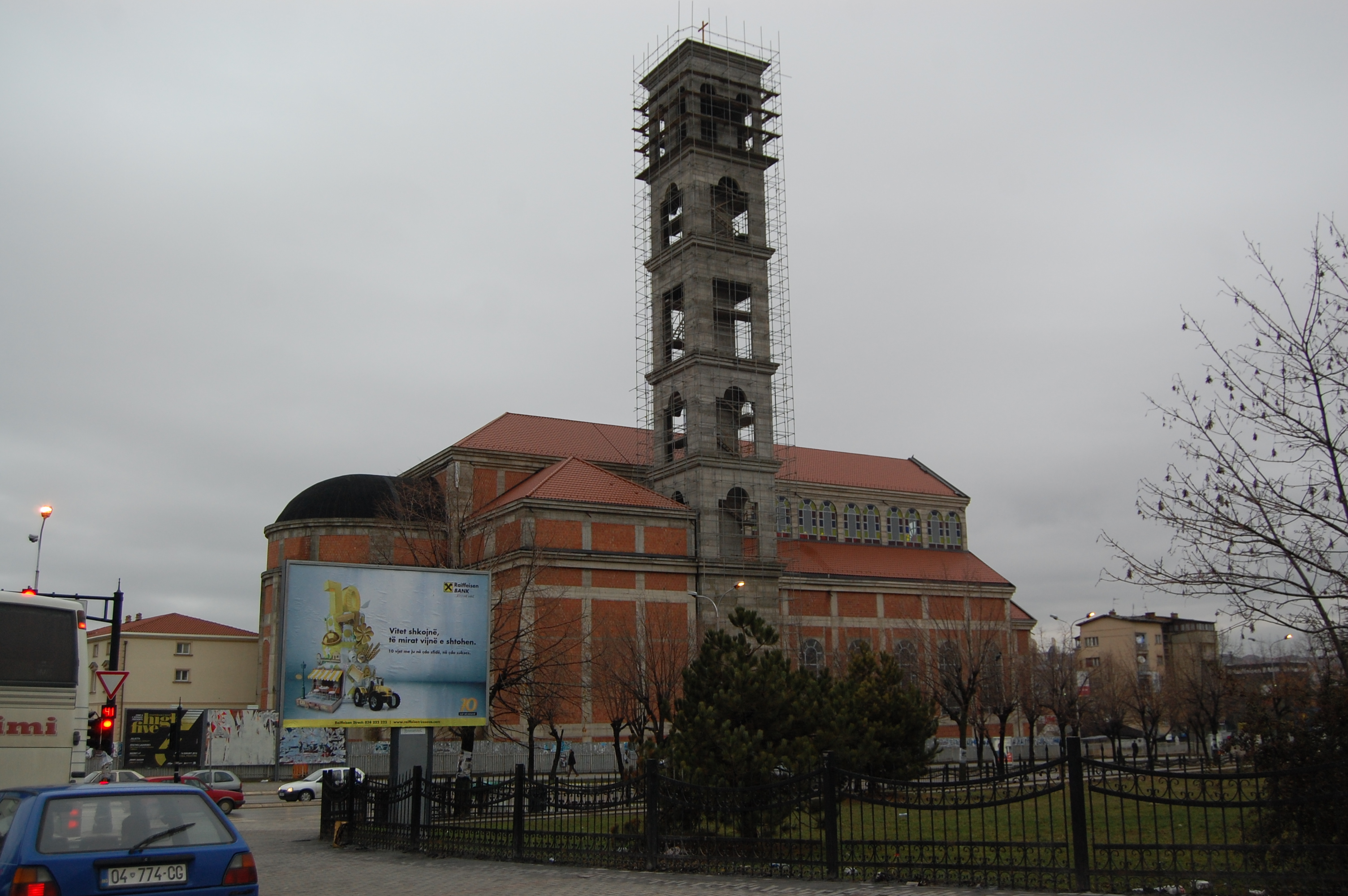
La cathédrale en construction en 2013.
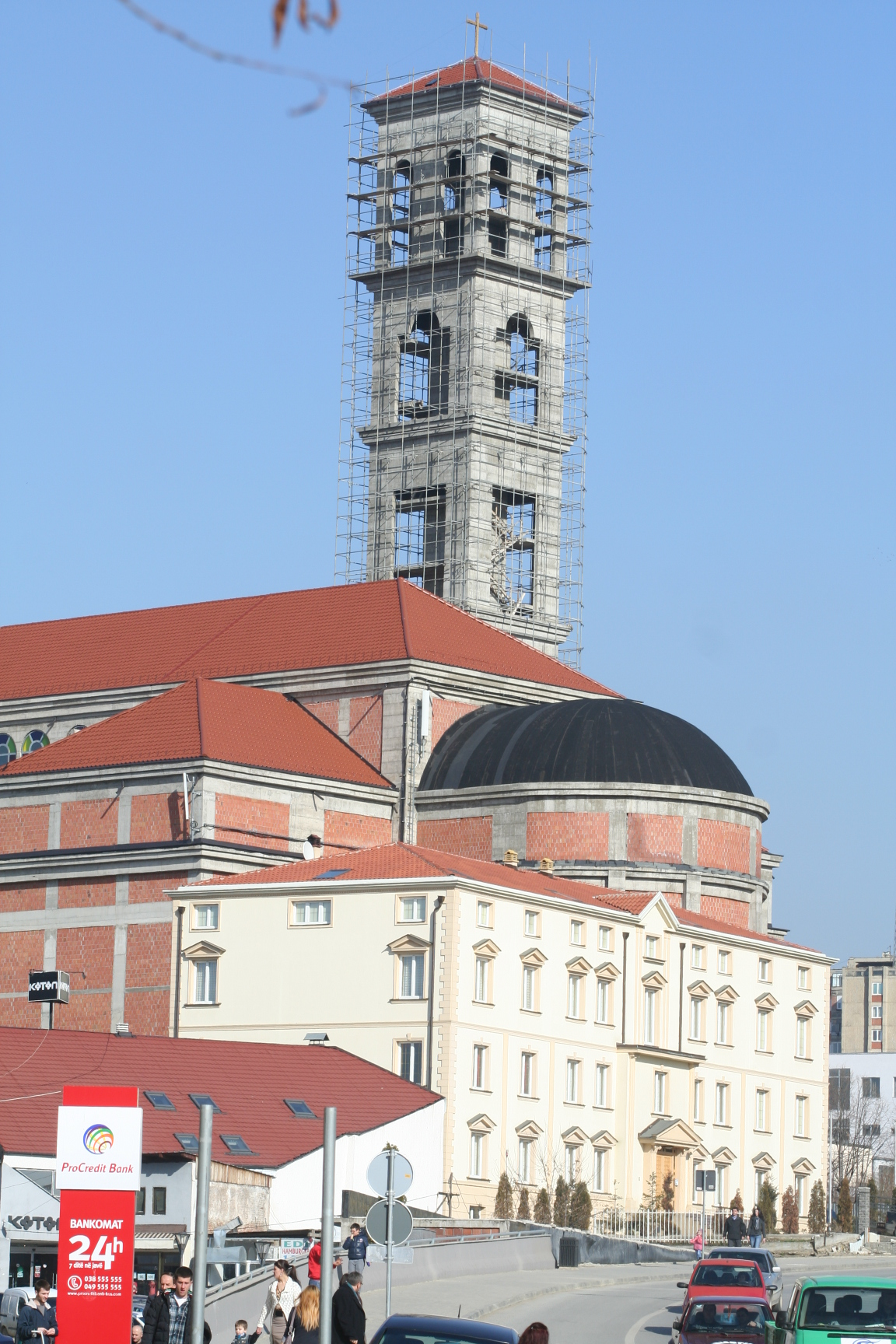
Chevet de la cathédrale en 2013.
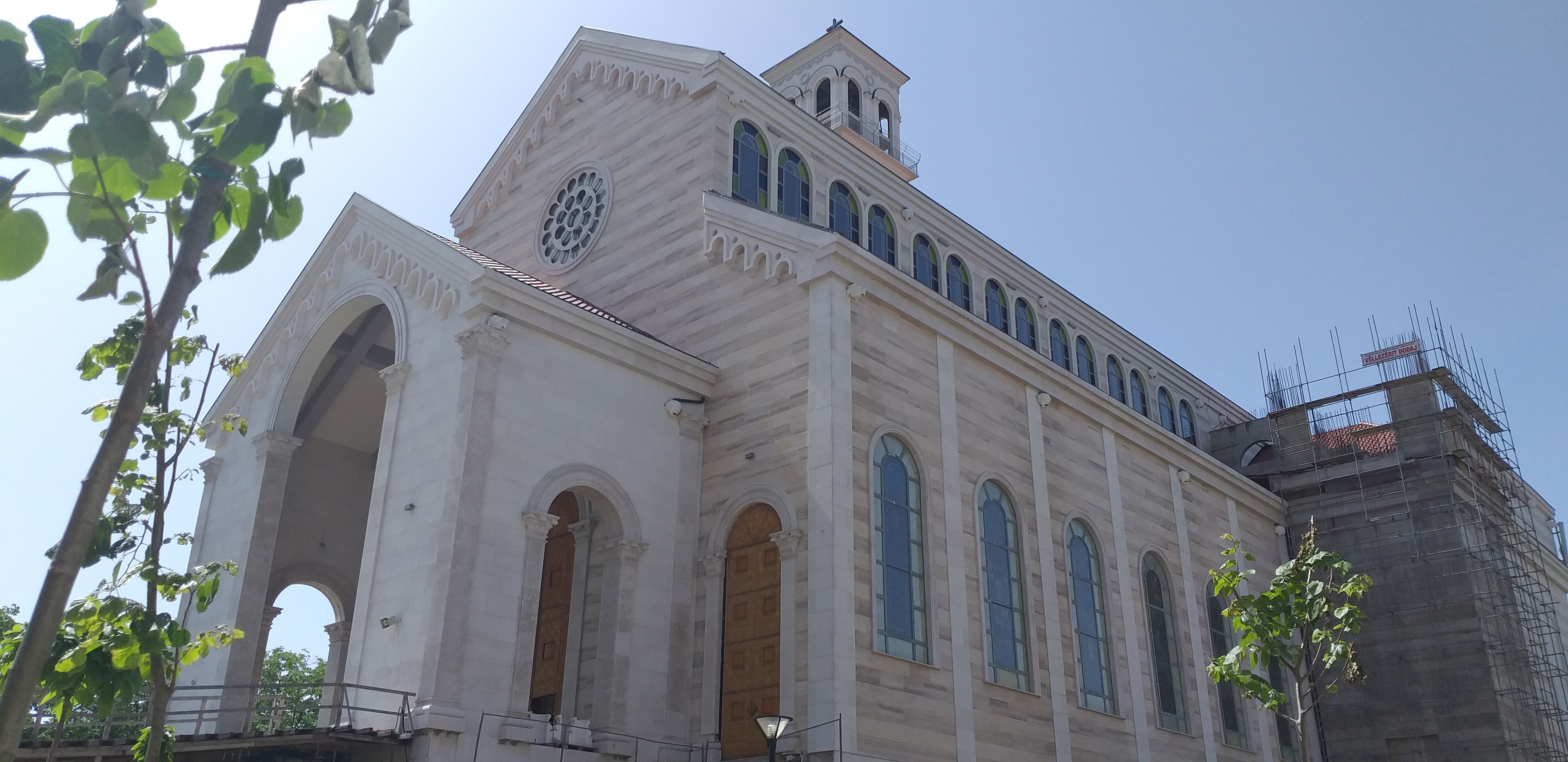
La façade droite de la cathédrale en 2019.

## Architecture
La cathédrale est la plus grande église catholique des Balkans ainsi que le plus haut bâtiment du Kosovo. S'inspirant de l'architecture religieuse italienne, l'église mesure 70 mètres de longueur. Le clocher réalisé mesure également 70 mètres de hauteur

Images de la cathédrale
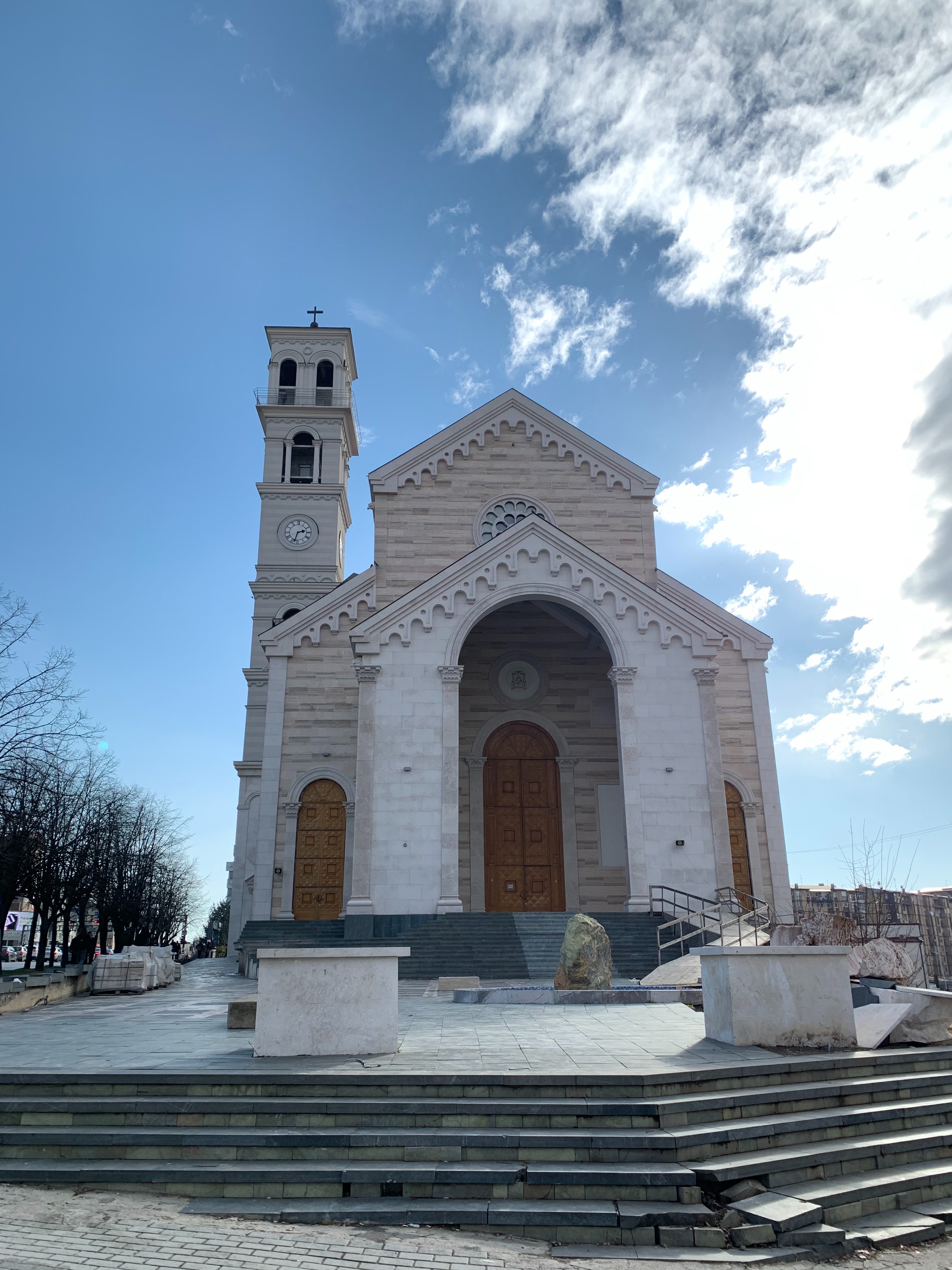
La façade de la cathédrale.
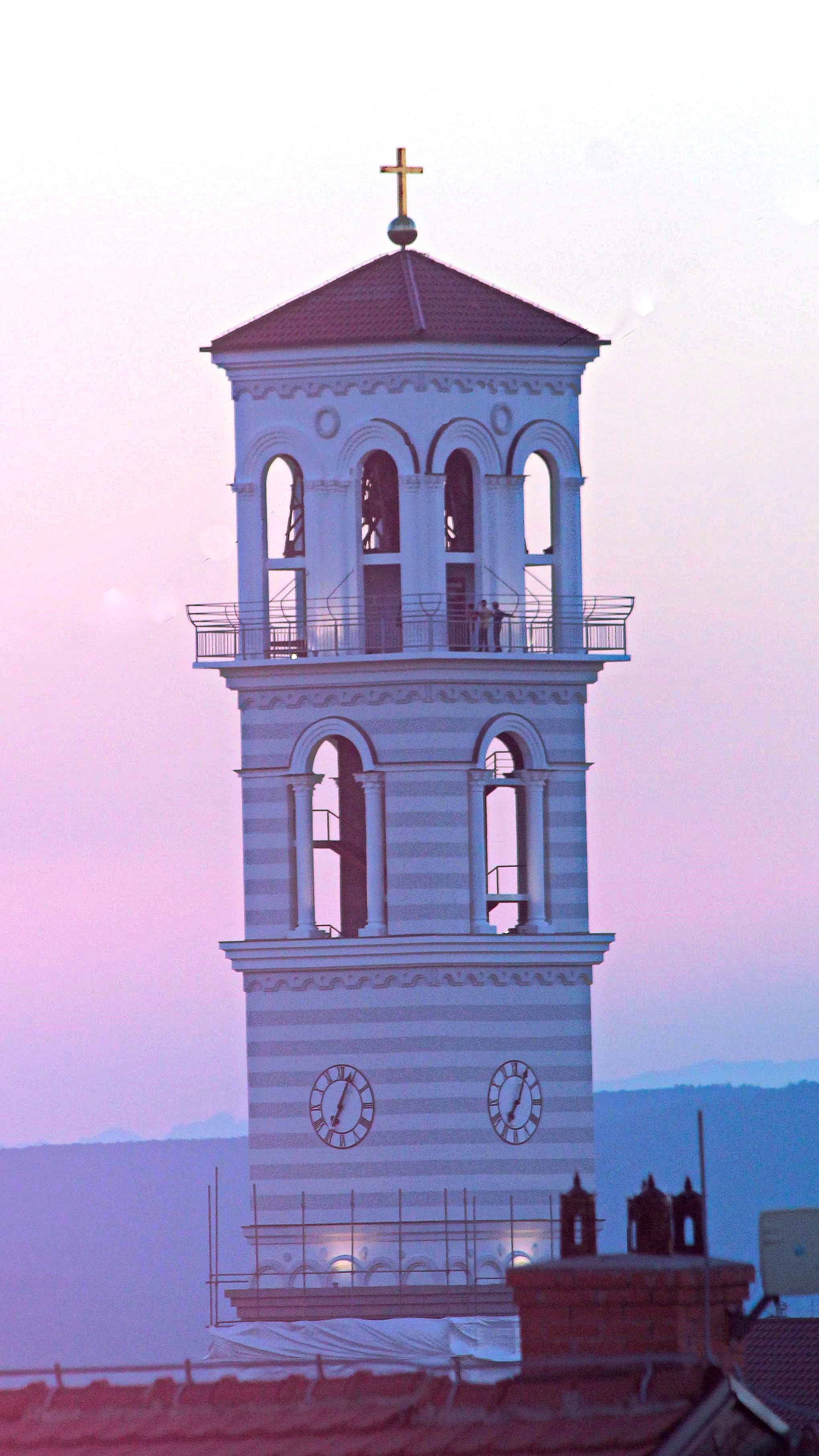
Détail du clocher.
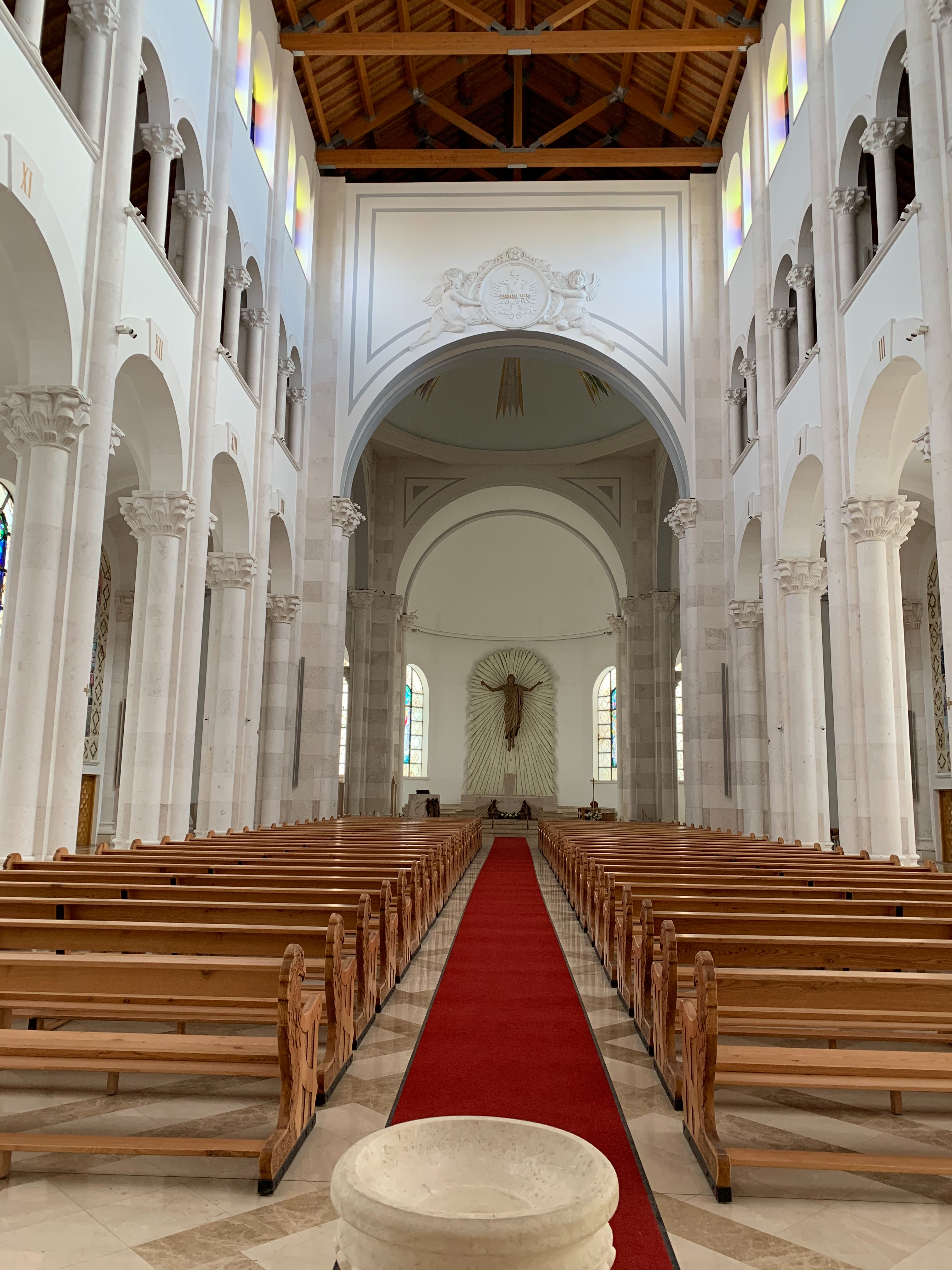
L'intérieur de la cathédrale vu depuis la façade en direction du chœur.
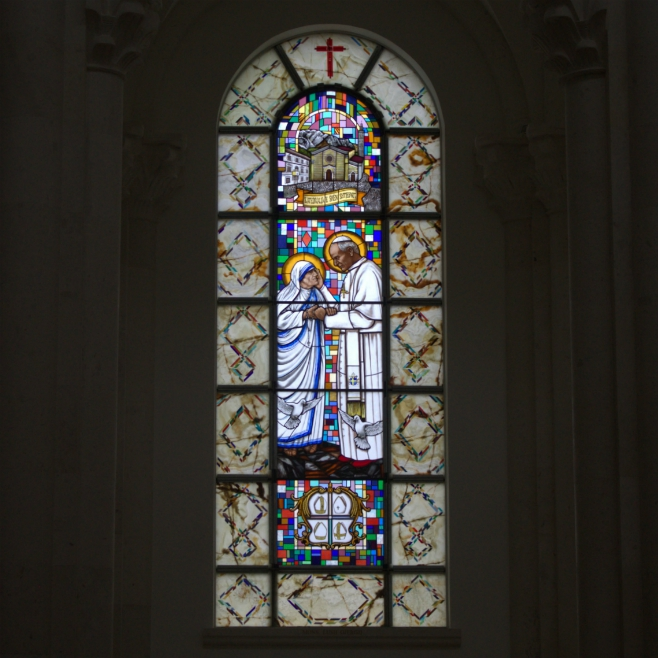
Un des vitraux de l'église, montrant Mère Teresa avec Jean-Paul II.